# 自由路上
《自由路上》（英語：Emancipation）是一部2022年美國歷史動作驚悚片，由安東尼·法奎執導，威廉·N·柯爾艾吉（Willam N. Collage）編劇，威爾·史密斯、班·佛斯特和夏曼·賓格瓦主演。劇情講述黑奴彼得遭受嚴重的鞭打後從路易斯安那州的種植園逃脫，智勝冷血獵人、一路向北，並加入了联邦军。
《自由路上》2022年10月1日在华盛顿哥伦比亚特区首映，12月2日在美國有限上映，12月9日在Apple TV+上線。電影在影評界獲得褒貶不一的評價，其中電影攝影、史密斯與賓格瓦的演出表現備受稱譽，但是影評家們針對影片的基調和劇本提出異議，同時詬病電影裡面與真實事件相悖的部分。

## 演員
- 威爾·史密斯飾演彼得（英语：Gordon (slave)）[3]
- 班·佛斯特飾演法塞爾（Fassel）[4]
- 夏曼·賓格瓦（英语：Charmaine Bingwa）飾演多狄安（Dodienne）[4]
- 吉爾伯特·奧沃爾（Gilbert Owuor）飾演高登（Gordon）[4]
- 穆斯塔法·沙基爾飾演卡尤斯（Cailloux）[4]
- 史蒂芬·奧格飾演霍華中士（Sergeant Howard）
- 提摩西·荷頓飾演約翰·萊昂斯參議員（Senator John Lyons）

## 製作

### 劇本
《自由路上》改編自真實故事，描述黑奴彼得在約翰和布莉姬·里昂（John and Bridget Lyons）所擁有的種植園中遭到監督員鞭打而使背部留下許多傷痕，差點殺死了他。1863年5月，《獨立報》將他在陸軍體檢的露背照冠上「被鞭打的背」（The Scourged Back）之名對外發表，隨後登上《哈伯週刊》的7月4日發行號，它成為美國奴隸制度殘酷和野蠻的鐵證。這張照片傳遍了全世界，傳說它讓法國等國家拒絕從南方購買棉花。它鞏固了廢奴主義者的行動，並促使許多自由黑人加入了聯合軍。電影劇情以此真實故事為靈感，敘述彼得為逃避綁架者而進行的逃亡之旅，在當中他用洋蔥掩蓋了追逐獵犬的氣味，且利用他的力量和聰明才智在沼澤中赤腳奔跑十天，這令人聯想起梅爾·吉勃遜的《阿波卡獵逃》（2006年）。此外，劇情還將參考自彼得保存下來的日記。
導演安東尼·法奎表示，這張照片是「全世界都看得到、奴隸制殘酷行為的首張病毒式圖片，當您從現今、社交媒體和世界的角度來看相當有趣。你無法修正過去，但可以讓人們想起過去，我認為我們必須以一種準確、真實的方式。我們每個人都必須為我們所有人、每個人尋找更光明的未來，這是展現我們的歷史、是立即做正確的事最重要的原因之一，我們必須面對我們的真理，我們才能繼續前進。」

### 發展及選角
2020年6月15日，據Deadline Hollywood報導，法奎將和演員威爾·史密斯在動作驚悚片《自由路上》中合作。電影由威廉·N·柯爾艾吉（Willam N. Collage）編寫劇本，身兼監製的史密斯和詹姆士·拉斯特、強·蒙恩（Jon Mone）將透過衛斯特布魯克製片室（Westbrook Studios）參與製作，麥法蘭娛樂的喬伊·麥法蘭及逃生藝術家的陶德·布萊克（Todd Black）也加入擔任監製，而法奎則與克里夫·羅伯茲（Cliff Roberts）共同以法奎影業（Fuqua Films）的名義擔任執行製片人。該項目已在坎城虛擬市場（Cannes Virtual Market）上由代表美國對外銷售版權，而電影國度娛樂則負責該電影的國際銷售；官方計劃於2021年初開始進行拍攝。
由於美國警察暴力和黑人之死而在全球引起的抗議浪潮，該項目被認為正好搭上了順風車。2020年6月26日，據報導，該項目在坎城獲得了歡迎，一開始共有七間公司在競標其版權，最後剩下蘋果公司和華納兄弟在競爭，兩間公司的出價皆超過了7500萬美元，且他們都願意為此花費1.3億美元的競標價；這數字創下所有影展中最高的收購交易，迪士尼在此前曾花了7500萬美元的價格買下《漢密爾頓》。2020年7月初，蘋果公司以以1.05億美元的價格成功取得該版權，再加上後續的買斷代理，交易總額將超過1.2億美元。2021年8月，班·佛斯特、夏曼·賓格瓦、吉爾伯特·奧沃爾（Gilbert Owuor）和穆斯塔法·沙基爾加入演出陣容。

### 拍攝
電影原定2021年5月3日在洛杉磯開始主要拍攝。但在4月12日，因近期頒布的2021年選舉誠信法案，電影改在其他地方拍攝。史密斯和法奎在一份聯合聲明中表示：「政府頒布旨在限制選民入境的退步投票法，我們不能憑良心金援政府。」據報導，搬遷地點耗資約1500萬美元。電影2021年7月12日至8月21日期間在新奥尔良拍攝。8月2日，多人因COVID-19檢測呈陽性反應，拍攝暫停了五天。

## 發行
《自由路上》2022年10月1日在华盛顿哥伦比亚特区首映。電影2022年12月2日在美國有限上映，12月9日在Apple TV+全球上線。

## 反響
《自由路上》在爛番茄網站上根據130篇評論而持有46%的新鮮度，平均評分為5.7／10；共識評論：「《自由路上》啟發自激動人心的故事的真實事件，但笨拙的處理手法相較電影身為動作片的本質而言並不協調。」Metacritic則根據38位影評人而給出54分，代表「好壞兩極的評價」。

## 外部連結
- 互联网电影数据库（IMDb）上《自由路上》的资料（英文）